# 12 Heures de Sebring 1995
Navigation
Édition précédente Édition suivante
Les 12 Heures de Sebring 1995 sont la 43e édition de l'épreuve et la 2e manche du championnat IMSA GT 1995. Elles ont été remportées le 18 mars 1995 par la Ferrari 333 SP no 3 de l’équipe Scandia Motorsports et pilotée par Fermín Vélez, Andy Evans et Eric van de Poele.

## Circuit

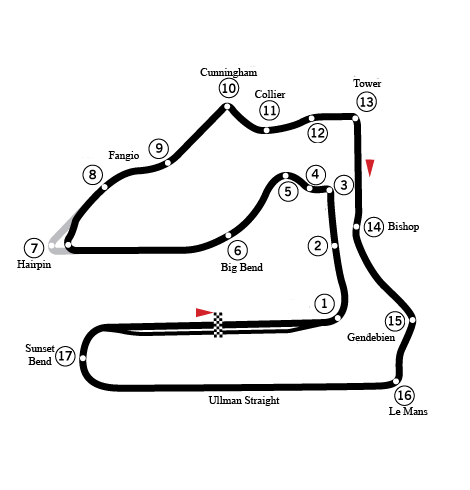
Le Sebring International Raceway, cadre des 12 Heures de Sebring 1995.

Les 12 Heures de Sebring 1995 se déroulent sur le Sebring International Raceway situé en Floride. Il est composé de deux longues lignes droites, séparées par des courbes rapides ainsi que quelques chicanes. Le tracé actuel diffère de celui de l'époque. Ce tracé a un grand passé historique car il est utilisé pour des courses automobiles depuis 1950. Ce circuit est célèbre car il a accueilli la Formule 1.

## Résultats
Voici le classement au terme de la course.
- Les vainqueurs de chaque catégorie sont signalés par un fond jauni.

| 1            | WSC    | 3  | Scandia Motorsports        | Fermín Vélez Andy Evans Eric van de Poele                            | Ferrari 333 SP             | 260 |
| 2            | WSC    | 9  | Auto Toy Store Inc.        | Andy Wallace Jan Lammers Derek Bell                                  | Spice SE90                 | 260 |
| 3            | WSC    | 63 | Downing Atlanta Racing     | Jim Pace Butch Hamlet Jim Downing                                    | Kudzu DG-3                 | 256 |
| 4            | WSC    | 33 | Scandia Motorsports        | Mauro Baldi Michele Alboreto Eric van de Poele                       | Ferrari 333 SP             | 256 |
| 5            | GTS-1  | 75 | Cunningham Racing          | Johnny O'Connell Steve Millen John Morton                            | Nissan 300ZX               | 255 |
| 6            | GTS-1  | 74 | Champion Porsche           | Hans-Joachim Stuck Bill Adam                                         | Porsche 911 GT2            | 253 |
| 7            | WSC    | 2  | Brix Racing                | Jeremy Dale Jay Cochran Fredrik Ekblom                               | Spice BDG-02               | 245 |
| 8            | LM WSC | 00 | Konrad Motorsport          | Franz Konrad Antônio Hermann Ernst Schuster                          | Kremer K8 Spyder           | 244 |
| 9            | GTS-1  | 4  | Brix Racing                | R. K. Smith Brian DeVries Irv Hoerr                                  | Oldsmobile Cutlass Supreme | 244 |
| 10           | WSC    | 6  | Power Macintosh Racing     | Stanley Dickens Rick Sutherland John Graham                          | Spice AK93                 | 244 |
| 11           | GTS-1  | 72 | Champion Porsche           | John Fergus Neto Jochamowitz                                         | Porsche 911                | 242 |
| 12           | GTS-2  | 26 | Alex Job Racing            | Bill Auberlen Charles Slater Joe Cogbill                             | Porsche 911                | 241 |
| 13           | GTS-2  | 93 | Ecuador Mobil 1 Racing     | Henry Taleb Jean-Pierre Michelet Rob Wilson                          | Nissan 240SX               | 240 |
| 14           | GTS-2  | 55 | Jorge Trejos               | Dennis Aase Jorge Trejos Martin Snow                                 | Porsche 911 Carrera RSR    | 240 |
| 15           | GTS-2  | 02 | Rohr Corp.                 | Larry Schumacher Jeff Purner Andy Pilgrim                            | Porsche 911 Carrera RSR    | 239 |
| 16           | GTS-1  | 5  | Brix Racing                | Calvin Fish Mark Dismore Darin Brassfield                            | Oldsmobile Cutlass         | 234 |
| 17           | GTS-2  | 73 | Jack Lewis Enterprises     | Jack Lewis Hal Kelley Dave White John Bourassa                       | Porsche 911 Carrera RSR    | 232 |
| 18           | GTS-2  | 86 | Lloyd Hawkins              | Lloyd Hawkins David Murry Shawn Hendricks                            | Porsche 968                | 229 |
| 19           | GTS-2  | 18 | Dan Lewis                  | Tommy Johnson Dan Lewis John Sheldon                                 | Mazda MX-6                 | 228 |
| 20           | GTS-2  | 12 | Prototype Technology Group | John Paul junior Dieter Quester                                      | BMW M3                     | 228 |
| 21           | GTS-1  | 17 | Arthur Pilla               | Charles Mendez Arthur Pilla Kenper Miller Dave White                 | Porsche 911                | 227 |
| 22           | WSC    | 50 | Euromotorsport Racing Inc. | Fabrizio Barbazza Elton Julian Massimo Sigala                        | Ferrari 333 SP             | 226 |
| 23           | WSC    | 37 | Pegasus Racing             | Rick Ferguson Oliver Kuttner Juan Gac Juan-Carlos Carbonell          | Pegasus                    | 225 |
| 24           | GTS-2  | 99 | Konrad Motorsport          | Cort Wagner Bob Roach Karel Dolejší                                  | Porsche 911 Carrera RSR    | 225 |
| 25           | GTS-1  | 91 | RVO Motorsports            | Roger Schramm Steven Petty Stu Hayner                                | Chevrolet Camaro           | 224 |
| 26           | WSC    | 0  | Chuck Cottrell             | Leigh Miller Eric van Cleef Chuck Cottrell Mike Holt                 | Kudzu DG-2                 | 223 |
| 27           | GTS-2  | 13 | Prototype Technology Group | Pete Halsmer David Donohue                                           | BMW M3                     | 222 |
| 28           | GTS-2  | 82 | Dick Greer Racing          | Al Bacon Dick Greer Peter Uria Mike Mees                             | Mazda RX-7                 | 221 |
| 29           | GTS-2  | 52 | Andy Strasser              | Andy Strasser Kevin Wheeler Dennis DeFranchesci                      | Porsche 911 Carrera RSR    | 216 |
| 30           | LM WSC | 10 | Kremer Racing              | Christophe Bouchut Jürgen Lässig Giovanni Lavaggi                    | Kremer K8 Spyder           | 215 |
| 31           | GTS-2  | 27 | Champion Porsche           | Jack Refenning Tim Vargo Mike Peters                                 | Porsche 993 Carrera        | 214 |
| 32           | GTS-1  | 64 | Mel Butt                   | Mel Butt Jim Higgs Ron Zitza                                         | Chevrolet Camaro           | 212 |
| 33           | WSC    | 30 | Momo                       | Giampiero Moretti Wayne Taylor Didier Theys                          | Ferrari 333 SP             | 211 |
| 34           | GTS-1  | 62 | Curren Motorsports         | Billy Bies Tom Curren David Rankin Pat Patterson Jimmy Hidcock       | Oldsmobile Cutlass Supreme | 205 |
| 35           | WSC    | 16 | Dyson Racing               | James Weaver Rob Dyson Butch Leitzinger                              | Riley & Scott Mk.III       | 201 |
| 36           | GTS-2  | 08 | GW Motorwerkes Ltd.        | Danny Marshall John Biggs Weldon Scrogham Steve Marshall             | Porsche 911 Carrera RSR    | 200 |
| 37           | GTS-1  | 42 | Carolina Racing Engines    | Gary Smith Jon Leavy Ron Lowenthal Luis Sereix                       | Chevrolet Camaro           | 186 |
| 38           | GTS-1  | 23 | Bob Hundredmark            | Bob Hundredmark Gene Harry Steve Pfeffer                             | Oldsmobile Cutlass Supreme | 179 |
| 39           | GTS-1  | 90 | Riggins Competition        | Tommy Riggins Andy Petery Craig Carter                               | Oldsmobile Cutlass Supreme | 173 |
| 40           | GTS-1  | 87 | John Annis                 | John Annis Louis Beall David Donavon Ed Scolaro                      | Chevrolet Camaro           | 163 |
| 41           | GTS-1  | 53 | Bill McDill                | Richard McDill Bill McDill Tom Juckette                              | Chevrolet Camaro           | 157 |
| 42           | GTS-2  | 57 | Kryderacing                | Reed Kryder Frank Del Vecchio                                        | Nissan 240SX               | 155 |
| 43           | GTS-2  | 88 | Douglas Campbell           | Ralph Thomas Douglas Campbell Amos Johnson                           | Mazda RX-7                 | 154 |
| 44           | GTS-1  | 71 | Art Cross                  | Art Cross Mark Kennedy Craig Conway                                  | Chevrolet Camaro           | 141 |
| 45           | GTS-1  | 92 | Hoyt Overbagh              | Mark Montgomery Hoyt Overbagh Mauro Casadei Steve Goldin David Kicak | Chevrolet Camaro           | 139 |
| 46           | WSC    | 51 | Bruce Trenery              | Bruce Trenery Jeffrey Pattinson Grahame Bryant Buddy Norton          | Cannibal                   | 99  |
| 47           | GTS-1  | 77 | Tim Banks                  | Eric van Vilet Don Arpin Tim Hubman Tim Banks                        | Chevrolet Camaro           | 86  |
| Abandons     |        |    |                            |                                                                      |                            |     |
| 48           | GTS-1  | 69 | Gustl Spreng Racing        | Gustl Spreng Ray Mummery                                             | Porsche 911                | 212 |
| 49           | GTS-2  | 25 | Alex Job Racing            | Bruce Barkelew Angelo Cilli Gerry Jackson                            | Porsche 911                | 209 |
| 50           | GTS-1  | 47 | Charles Morgan             | Rob Morgan Charles Morgan                                            | Oldsmobile Cutlass Supreme | 195 |
| 51           | GTS-1  | 67 | Luis Mendez                | Luis Mendez Scott Hoerr                                              | Ford Mustang               | 165 |
| 52           | GTS-2  | 60 | Vito Scavone               | Bill Ferran Simon Gregg Scott Tyler                                  | Porsche 911S               | 159 |
| 53           | GTS-1  | 01 | Rohr Corp.                 | Hurley Haywood Jochen Rohr John O'Steen                              | Porsche 911 GT2            | 142 |
| 54           | GTS-1  | 06 | Doug Rippie                | Bill Cooper Scott Maxwell Chris McDougall                            | Chevrolet Corvette ZR-1    | 121 |
| 55           | WSC    | 8  | Support Net Racing Inc.    | Roger Mandeville Henry Camferdam                                     | Hawk MD3R                  | 91  |
| 56           | GTS-2  | 84 | Vito Scavone               | Derek Oland Vito Scavone Alan Jones                                  | Porsche 944                | 91  |
| 57           | WSC    | 44 | Screaming Eagles Racing    | Ross Bentley Craig Nelson Dan Clark                                  | Spice SE90                 | 88  |
| 58           | GTS-2  | 58 | Pro Technik Racing         | Sam Shalala Doug Frazier Jim Matthews Dan Pastorini                  | Porsche 911                | 88  |
| 59           | WSC    | 7  | Bobby Brown Motorsports    | Don Bell Paul Debban Tom Volk                                        | Spice HC94                 | 81  |
| 60           | GTS-2  | 80 | Martino Finotto            | Martino Finotto Ruggero Melgrati John Finger                         | Ferrari 308                | 74  |
| 61           | WSC    | 98 | Chevron Motorsport         | Peter Lockhart Chris Smith Robbie Buhl                               | Chevron B71                | 70  |
| 62           | GTS-2  | 39 | Rudi Bartling              | Rudi Bartling Ernie Lader Ahmad Khodkar Rainer Brezinka              | Porsche 911                | 70  |
| 63           | GTS-2  | 68 | Hendricks Porsche          | Charles Coker Bo Roach Ken McKinnon                                  | Porsche 968                | 30  |
| 64           | GTS-2  | 68 | Richard Raimist            | Richard Raimist Karl Singer                                          | Porsche 911 Carrera RSR    | 20  |
| Non-partants |        |    |                            |                                                                      |                            |     |
| 65           | GTS-1  | 11 | Ken Bupp                   | Luis Sereix Daniel Urrutia Scott Watkins                             | Ford Mustang               |     |
| 66           | WSC    | 41 | Steven Sirgany             | Steven Sirgany Carlos Moran Chapman Root                             | Phoenix                    |     |